# Gerhard Domagk
Gerhard Johannes Paul Domagk (Lagow, Brandeburgo, 30 de octubre de 1895 - Burgberg, 24 de abril de 1964) fue un patólogo y bacteriólogo alemán que obtuvo el Premio Nobel de Fisiología y Medicina en 1939.
Estudió medicina en la Universidad de Kiel, participó como voluntario en la I Guerra Mundial, donde fue herido en diciembre de 1914, trabajando el resto de la guerra como médico. Finalizó sus estudios después de la guerra y trabajó en la Universidad de Greifswald, donde se dedicó a estudiar las infecciones causadas por las bacterias. En 1925, siguió a su profesor Walter Gross a Münster. Comenzó a trabajar en los laboratorios de la IG Farben en Wuppertal, donde en 1927 fue nombrado jefe del departamento de patología experimental y en 1929 jefe de bacteriología en Elberfeld.
Trabajando para la IG Farben, continuó los estudios de Josef Klarer y de Fritz Mietzsch, basados en los trabajos de Paul Ehrlich, en el uso de los colorantes, en aquel momento uno de los productos más importantes de IG Farben, como antibiótico. Encontró que la sulfonamide Prontosil era efectiva contra las infecciones causadas por estreptococos, tratando a su propia hija con ella, con lo que consiguió evitar la amputación de uno de sus brazos.
Domagk obtuvo el premio Nobel por el descubrimiento de la sulfonamida Prontosil, primera droga efectiva contra las infecciones bacterianas. Fue forzado por el régimen nazi a rehusar el premio, que recibió finalmente en 1947.
Finalizada la II Guerra Mundial, fue el introductor del uso de la tiosemicarbazona en el tratamiento de la tuberculosis. Trabajó también el campo de la quimioterapia contra el cáncer, trabajos que continuó hasta su jubilación en 1960.
Autor de numerosas obras, entre ellas destaca Pathologische Anatomie und Chemotherapie der Infektionskrankheiten (Anatomía patológica y quimioterapia de las enfermedades infecciosas, 1947).